# Левицька Неля Мирославівна
Не́ля Миросла́вівна Леви́цька (23 жовтня 1951, Львів) — український мистецтвознавець. Член Національної спілки художників України (від 1989 року).

## Біографія
1986 року закінчила Український поліграфічний інститут імені Івана Федорова у Львові (нині Українська академія друкарства).
Основні твори: каталоги персональних виставок, статті в засобах масової інформації (1979—1990).